# Сражение за Сент-Китс (1629)
Сражение за Сент-Китс — сражение между войсками Испании с войсками Франции и Англии во время Англо-испанской войны.

## Предыстория
К 1629 году колония Сент-Китс и Невис достаточно разрослась, чтобы быть угрозой для испанской Вест-Индии. Английских поселенцев было около 3000, а также на территории колонии находились пушки и боеприпасы. Командиру испанского флота Armada de Sotavento, направлявшегося в Мексику, был отдан приказ захватить хорошо вооруженные английские и французские колонии.

## Ход битвы
Испанская экспедиция под командованием адмирала Фадрике де Толедо Осорио пришвартовалась на острове Невис и уничтожила несколько стоявших там английских кораблей. Затем испанские солдаты были отправлены на берег, чтобы разрушить несколько недавно построенных сооружений и захватить поселенцев.
Когда Невис захватили испанские войска, владельцы плантаций острова были покинуты своими слугами, поплывшими к испанским кораблям с криками «Свобода, радостная свобода» (англ. Liberty, joyful Liberty). Многие из слуг на острове были ирландскими католиками и поэтому предпочли объединиться с католическими испанцами, чем оставаться с протестантскими владельцами плантаций.
7 сентября 1629 года испанская экспедиция двинулась на соседний остров Сент-Китс и сожгла все поселение.

## Последствия
По условиям капитуляции испанцы выделили судно для перевозки около 700 колонистов обратно в Англию. Но другие колонисты, число которых по разным оценкам составляло от 200 до 400 человек, избежали плена, укрывшись в холмах и лесах. После соглашения между испанской и английской коронами, в 1630 году испанцы ушли, передав остров Англии. Беглецы вернулись на свои плантации.